# Ketino Kachiani-Gersinska
Ketino Kachiani-Gersinska (georgisch ქეთინო კახიანი-გერშინსკა; * 11. September 1971 in Mestia) ist eine aus Georgien stammende deutsche Schachspielerin. Sie gewann 1989 und 1990 zweimal die Jugendweltmeisterschaften U20 der Mädchen.

## Zeit in Georgien

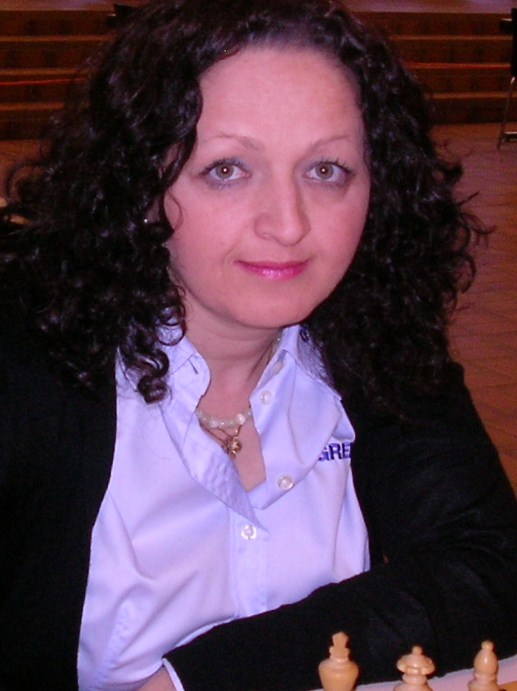
Ketino Kachiani-Gersinska, Schachbundesliga der Frauen 2012 in Karlsruhe

Das Schachspielen erlernte sie im Alter von fünf Jahren. Im Jahre 1986 gewann sie die UdSSR-Meisterschaft U16 der weiblichen Jugend. Im selben Jahr belegte sie bei der Jugendweltmeisterschaft der Altersklasse U16 weiblich in Río Gallegos Platz 2. 1987 gewann sie die Frauen-Einzelmeisterschaft der Georgischen SSR. 1989 wurde sie in Tunja Mädchenweltmeisterin U20, ein Jahr später wiederholte sie diesen Erfolg in Santiago de Chile.
Im Jahre 1990 gewann sie das Interzonenturnier der Frauen in Asow und qualifizierte sich damit für das Kandidatenturnier. Für diese Erfolge erhielt sie vom Weltschachverband FIDE den Titel Großmeister der Frauen.

## Zeit in Deutschland

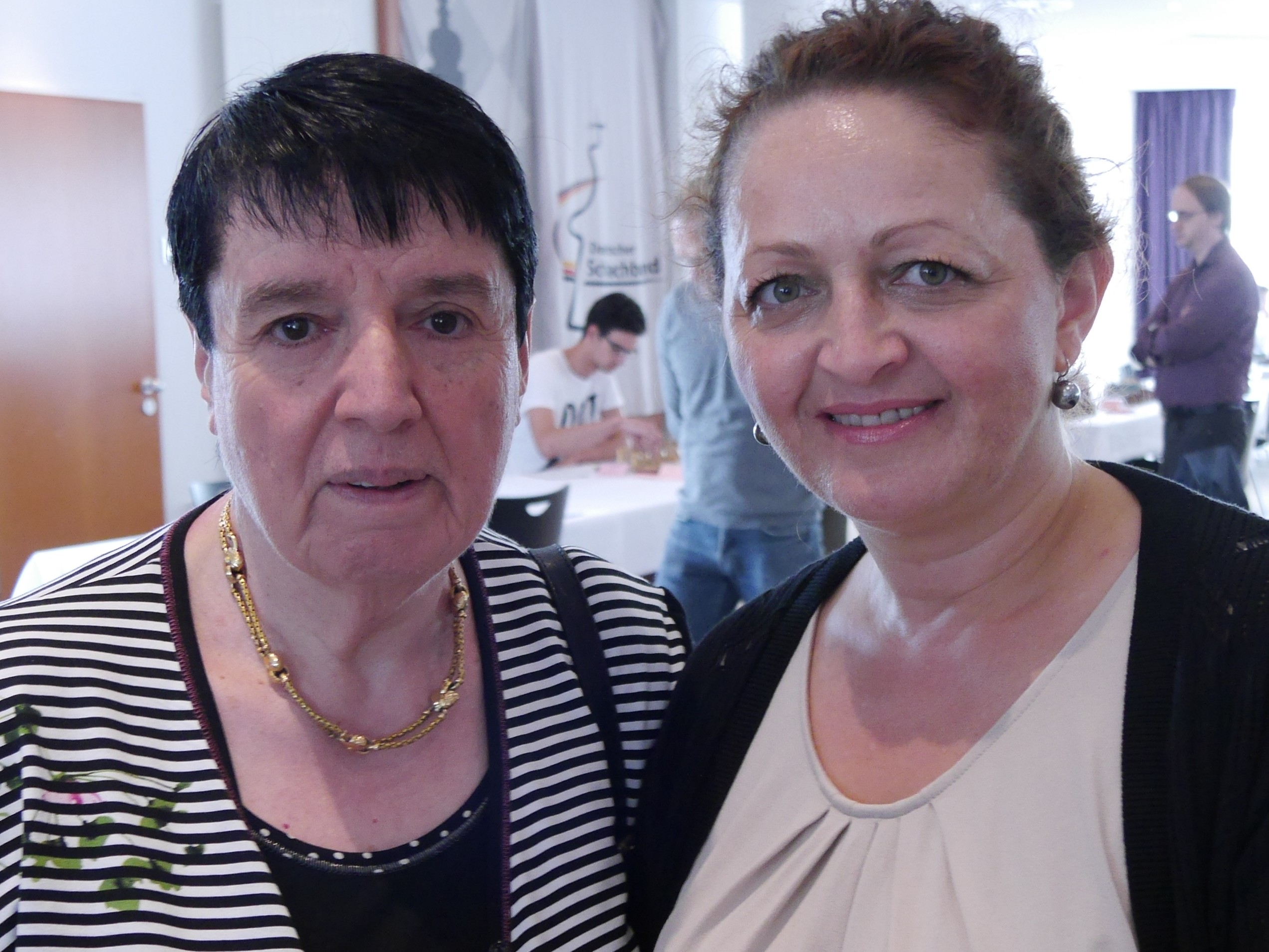
Nona Gaprindaschwili und Ketino Kachiani-Gersinska, 2016 in Dresden

Im Jahre 1993 übersiedelte Kachiani nach Deutschland. Im Jahre 1994 nahm sie die deutsche Staatsbürgerschaft an und war damit für die deutsche Nationalmannschaft spielberechtigt.
Im Jahre 1995 wurde sie Zweite im Interzonenturnier der Frauen und nahm 1997 am Kandidatenturnier teil. Im selben Jahr erhielt sie den Titel Internationaler Meister.
Im Jahre 2001 erzielte sie bei der Mannschaftseuropameisterschaft das beste Ergebnis am ersten Brett. Im Jahre 2004 erreichte sie bei der Schachweltmeisterschaft der Frauen in Elista das Viertelfinale, in dem sie Jekaterina Kowalewskaja unterlag.
Zuletzt unter den besten 20 der Frauenweltrangliste war sie in der FIDE-Liste von Oktober 2002, ihre höchste Elo-Zahl von 2465 erreichte sie im April 2002.
Im Jahre 2016 in Dresden gewann Ketino Kachiani-Gersinska das German Masters der Frauen vor Elisabeth Pähtz und Marta Michna. In Dresden war zu dieser Zeit die frühere Weltmeisterin Nona Gaprindaschwili zu Besuch. Im Jahr 2019 konnte sie es erneut gewinnen.

## Nationalmannschaft
Kachiani-Gersinska nahm mit der deutschen Frauennationalmannschaft an allen acht Schacholympiaden von 1994 bis 2008 teil. Außerdem nahm sie an der Mannschaftsweltmeisterschaft der Frauen 2007 und an acht Mannschaftseuropameisterschaften der Frauen zwischen 1992 und 2013 teil (1992 für Georgien, später für Deutschland). Sie war 1992 in Debrecen beste Reservespielerin und 2001 in León erfolgreichste Spielerin am Spitzenbrett. Beim Mitropacup 1995 in Bükfürdö spielte sie am vierten Brett der deutschen Mannschaft und nahm in dem Jahr als einzige Frau an dem Wettbewerb teil.

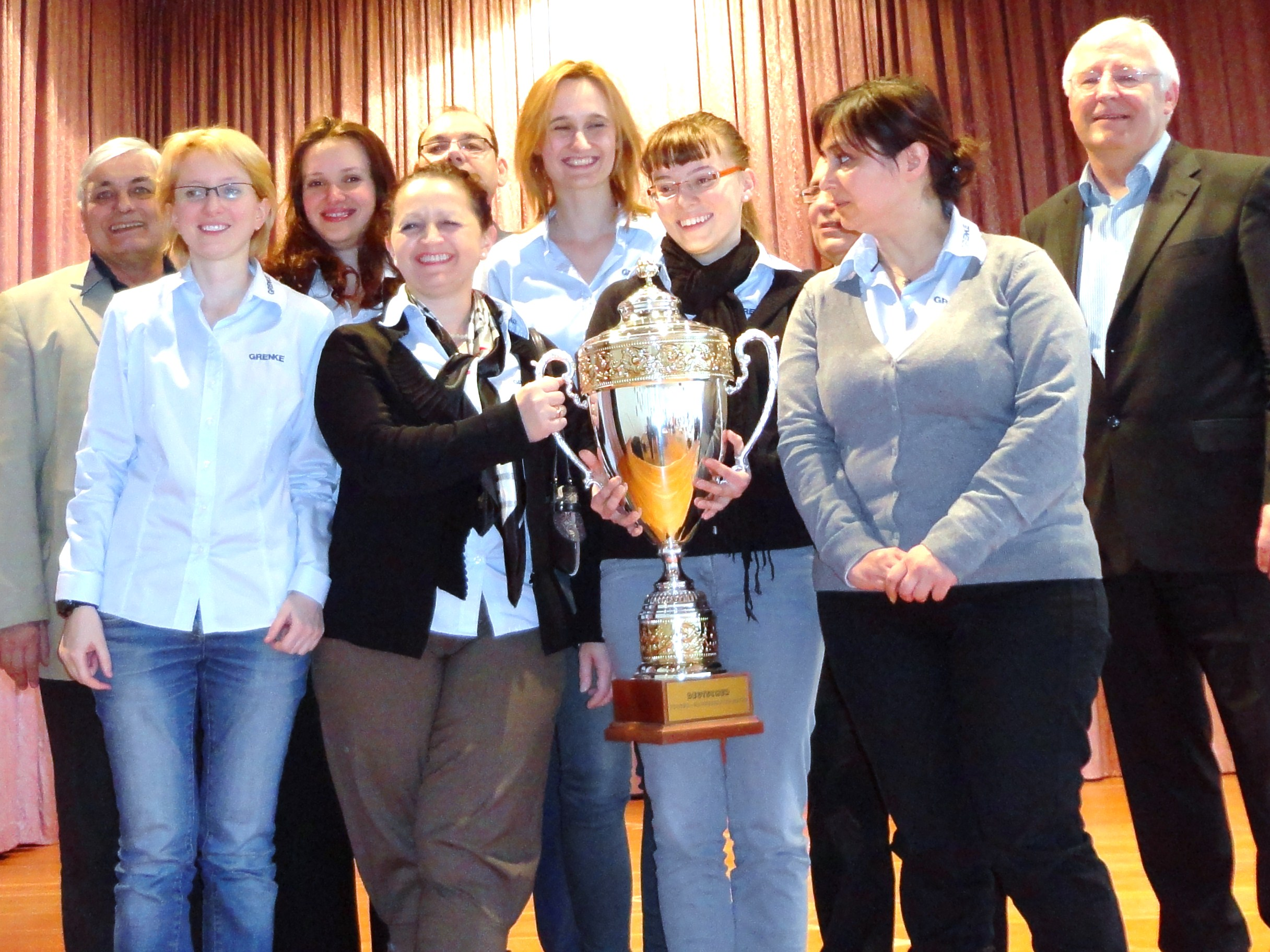
OSG Baden-Baden, Sieger 2012

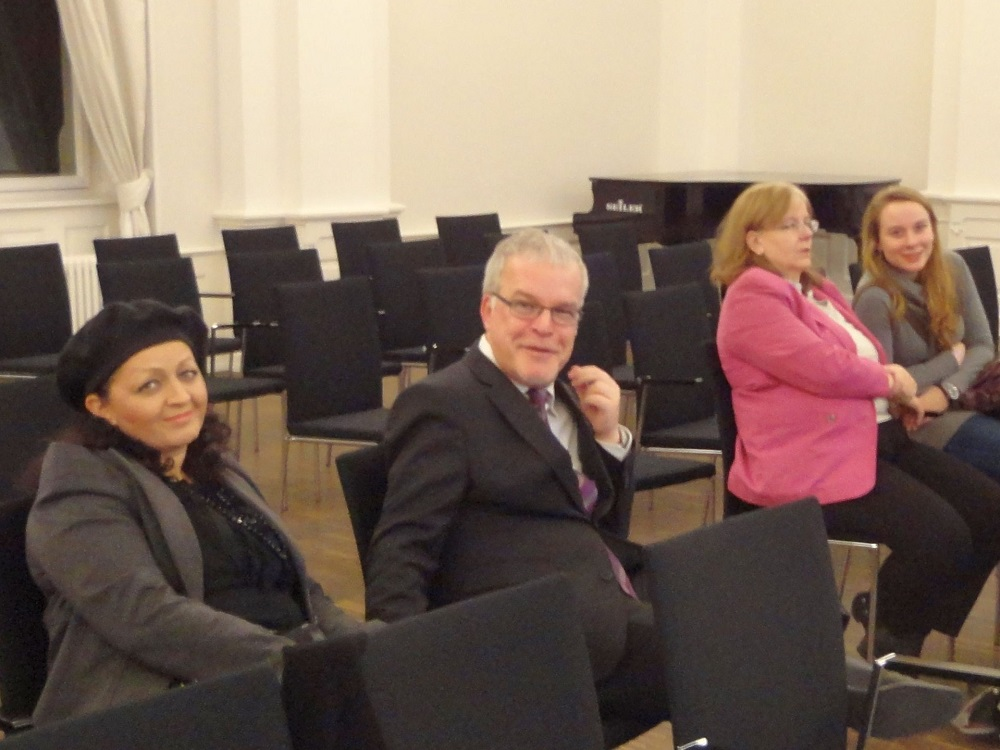
Ketino Kachiani-Gersinska mit Ehemann, sowie Barbara Hund mit Tochter Sarah, 2015 GRENKE Chess Classic.

## Vereine
In der deutschen Schachbundesliga spielte Kachiani-Gersinska von 1996 bis 1998 für den SCA St. Ingbert, in der Saison 1998/99 für den SV Werder Bremen und von 1999 bis 2003 für den TV Tegernsee.
In der Frauenbundesliga spielte sie von 1996 bis 1999 für die Karlsruher Schachfreunde. Seit 2002 spielt sie bei der OSG Baden-Baden (bis 2004 SC Baden-Oos, von 2004 bis 2008 OSC Baden-Baden), mit der sie 2003, 2004, 2005, 2008, 2009, 2011, 2012, 2013, 2015, 2016 und 2018 die deutsche Mannschaftsmeisterschaft der Frauen gewann.
In der französischen Mannschaftsmeisterschaft der Frauen spielte Kachiani-Gersinska in der Saison 2004/05 für Bischwiller.

## Privat
Kachiani absolvierte an der Universität Tiflis ein Studium des Journalismus und schloss dieses 1993 mit dem Diplom ab.
Seit 1993 ist sie mit Jürgen Gersinska verheiratet, dem vormaligen Vorsitzenden des Schachvereins OSG Baden-Baden. Sie hat zwei Söhne (geboren 1995 und 2003) und lebt heute in Muggensturm.